# Unione Sportiva Poggibonsi 2007-2008
Questa pagina raccoglie le informazioni riguardanti l'Unione Sportiva Poggibonsi nelle competizioni ufficiali della stagione 2007-2008.

## Rosa
| N. |                    | Ruolo | Calciatore       |  |
| -- | ------------------ | ----- | ---------------- |  |
|    | Italia (bandiera)  | D     | Francesco Cacia  |  |
|    | Italia (bandiera)  | A     | Davide Barbieri  |  |
|    | Italia (bandiera)  | A     | Alessio Bifini   |  |
|    | Italia (bandiera)  | P     | Federico Bini    |  |
|    | Italia (bandiera)  | A     | Andrea Conforti  |  |
|    | Romania (bandiera) | A     | Cristian Cristea |  |
|    | Italia (bandiera)  | C     | Fabio Dall'Ara   |  |
|    | Italia (bandiera)  | C     | Diego Di Chiara  |  |
|    | Serbia (bandiera)  | D     | Miloš Dobrijević |  |
|    | Italia (bandiera)  | D     | Mirko Drudi      |  |
|    | Marocco (bandiera) | A     | Adnam Essouissi  |  |
|    | Italia (bandiera)  | D     | Marco Francini   |  |
|    | Italia (bandiera)  | A     | Gabrio Gamma     |  |
|    | Italia (bandiera)  | A     | Marco Gronchi    |  |

| N. |                   | Ruolo | Calciatore          |
| -- | ----------------- | ----- | ------------------- |
|    | Italia (bandiera) | C     | Vincenzo Langone    |
|    | Italia (bandiera) | C     | Giuseppe Lentini    |
|    | Italia (bandiera) | D     | Manuel Machetti     |
|    | Italia (bandiera) | A     | Luca Mariotti       |
|    | Italia (bandiera) | D     | Simone Marmorini    |
|    | Italia (bandiera) | C     | Manuel Mugnai       |
|    | Italia (bandiera) | D     | Marco Mugnaini      |
|    | Italia (bandiera) | C     | Davide Oresti       |
|    | Italia (bandiera) | A     | Gianluca Porricelli |
|    | Italia (bandiera) | P     | Nicola Ravaglia     |
|    | Italia (bandiera) | D     | Fabio Rossi         |
|    | Italia (bandiera) | D     | Mirco Sadotti       |
|    | Italia (bandiera) | D     | Samuele Salvadori   |